# غیرمحلی‌بودن کوانتومی

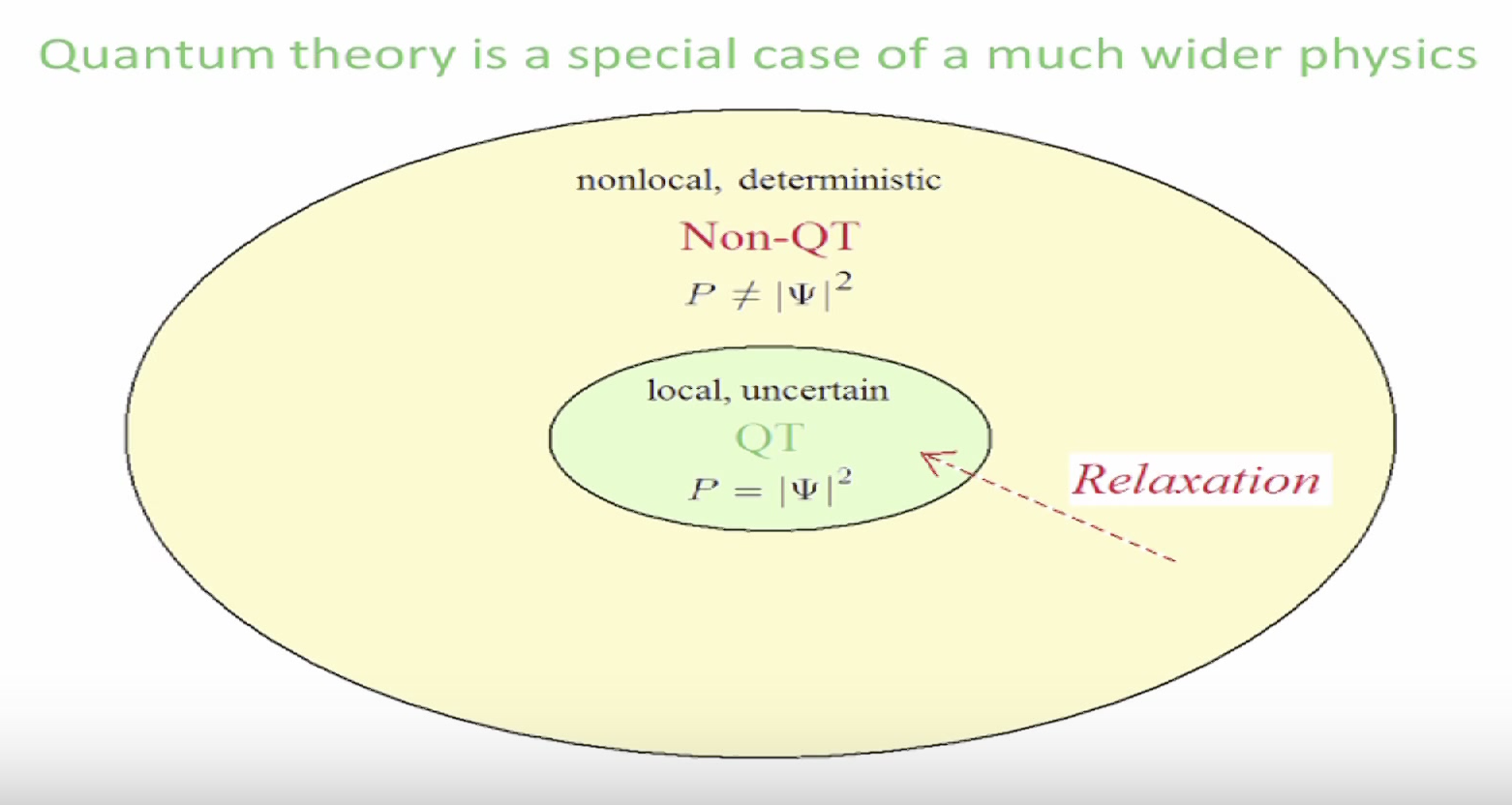
غیرمحلی‌بودن کوانتومی

در فیزیک نظری، غیرمحلی‌بودن کوانتومی به پدیده‌ای اشاره دارد که آمار اندازه‌گیری‌های یک سامانه کوانتومی چندبخشی نمی‌تواند بر اساس واقع‌گرایی محلی تفسیر شود. این پدیده به‌صورت تجربی تحت شرایط مختلف فیزیکی تأیید شده است.
غیرمحلی‌بودن کوانتومی امکان ارتباط سریع‌تر از نور را فراهم نمی‌کند و در نتیجه با نسبیت خاص و محدودیت سرعت جهانی آن سازگار است؛ بنابراین، نظریه کوانتومی در معنای دقیق تعریف‌شده توسط نسبیت خاص محلی محسوب می‌شود و از این رو، گاهی اصطلاح «غیرمحلی‌بودن کوانتومی» به‌عنوان یک نام‌گذاری نادرست در نظر گرفته می‌شود. با این حال، این پدیده موضوع بسیاری از مباحث بنیادی در بنیان‌های نظریه کوانتومی است.